# Арі-Пекка Люкконен
Арі-Пекка Люкконен (фін. Ari-Pekka Liukkonen; нар. 9 лютого 1989, Пієксямякі, Південна Савонія, Фінляндія) — фінський плавець.
Учасник Олімпійських Ігор 2012, 2016 років. Чемпіон Європи з водних видів спорту 2020 року, призер 2014 року. Призер Чемпіонату Європи з плавання на короткій воді 2012 року.

## Особисте життя
2 лютого 2014 року Люкконен в інтерв'ю Yle назвав себе геєм, таким чином ставши одним із перших відкритих геїв-спортсменів найвищого рівня у Фінляндії.